# 1604 год в науке
В 1604 году произошли различные научные и технологические события, некоторые из которых представлены ниже.

## События
- 9 октября — В начале октября в созвездии Змееносца появилась яркая сверхновая звезда, сиявшая около года. Современные астрономы называют её SN 1604, или «сверхновая Кеплера» (Иоганн Кеплер провёл тщательные наблюдения светила). Сверхновая Кеплера оказалась последней сверхновой в нашей Галактике, которая была видна невооружённым глазом[1].

## Публикации
- Иоганн Кеплер опубликовал трактат «Astronomiae Pars Optica», ставший крупным вкладом в теоретическую и физиологическую оптику[2].
- Французский врач Жозеф Дюшен издал «Ad veritatem hermeticae medicinae ex Hippocratis veterumque decretis ac therapeusi»[3].

## Родились
См. также: Категория:Родившиеся в 1604 году
- 10 марта — Иоганн Рудольф Глаубер, немецкий химик (умер в 1670 году)[4].

## Скончались
См. также: Категория:Умершие в 1604 году
- (?) — Хуан Фернандес, испанский мореплаватель, открывший архипелаг, на остров в котором Даниэль Дефо поместил Робинзона Крузо (род. в 1536 году).